# Phryganopsis
Phryganopsis is een geslacht van vlinders van de familie spinneruilen (Erebidae), uit de onderfamilie Arctiinae.

## Soorten
- P. alberici Dufrane, 1945
- P. angulifascia (Strand, 1912)
- P. asperatella (Walker, 1864)
- P. atrescens Hampson, 1903
- P. cinerella (Wallengren, 1860)
- P. continentalis Kühne, 2010
- P. flavicosta Hampson, 1901
- P. gilvapatagia Kühne, 2010
- P. hemisphaea Hampson, 1909
- P. interstiteola Hampson, 1914
- P. kinuthiae Kühne, 2007
- P. parasordida Kühne, 2007
- P. plumosa Mabille, 1900
- P. punctilineata (Hampson, 1901)
- P. sordida Felder, 1874
- P. subasperatella Strand, 1912
- P. tenuisparsa Kühne, 2010
- P. tryphosa Kiriakoff, 1958